# Grinţieş
Grinţieş é uma comuna romena localizada no distrito de Neamţ, na região de Moldávia. A comuna possui uma área de 130,99 km² e sua população era de 2 557 habitantes segundo o censo de 2007.
O depósito Tulgheș-Grințies, descoberto em 1963, possui quatro zonas de mineralização compostas por uma ou mais veias com mineralização descontínua.